# Faolit

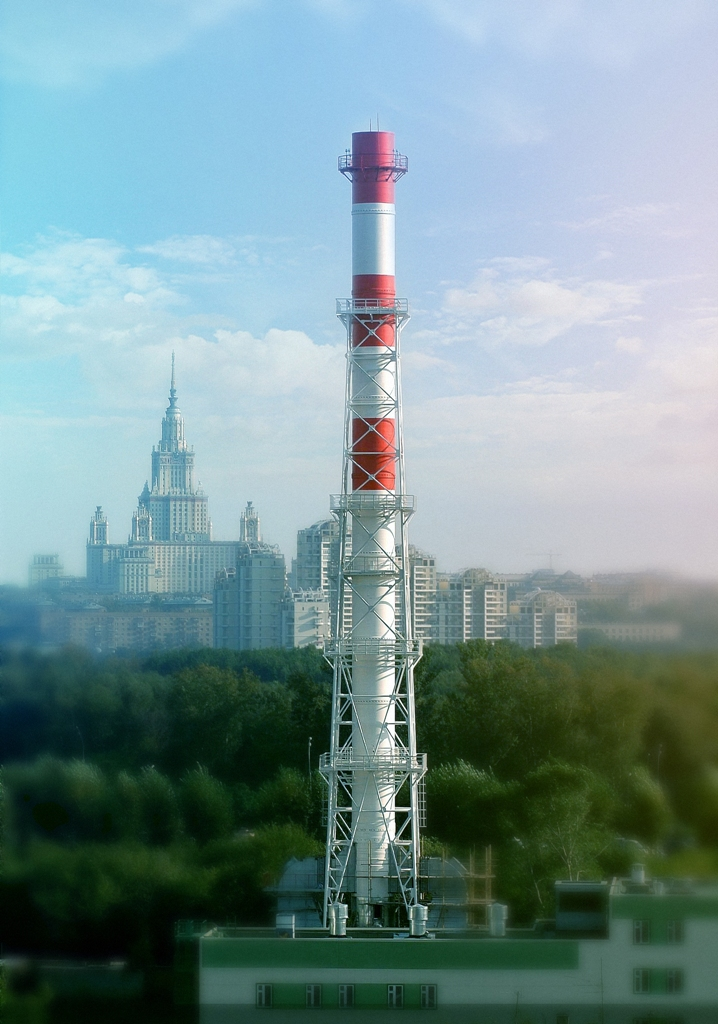
Komín teplárny, vyrobený z plastů na bázi faolitu

Faolit je název pro kyselinovzdorný kompozitní materiál tvořený azbestem (plnivo) a fenolformaldehydovou pryskyřicí rezolového typu (pojivo). Základním materiálem pro faolit je azbest. Obvykle se používá směs chryzotilového a antofylitového azbestu, grafitu a písku.

## Vlastnosti

### Chemická odolnost
Faolit je velice odolný vůči řádě organických a neorganických kyselin (fosforečné, sírové, chlorovodíkové, fluorovodíkové, octové, citronové). Například výrobky z faolitu typu "A" dokážou se využívat v koncentrovaných kyselinách během 3–4 roky. Kromě toho faolit má chemickou odolnost vůči jiným organickým látkám (benzen, formalin, 1,2-dichlorethan, minerální oleje), avšak není odolný vůči jodu, bromu, alkáliím a acetonu.
Vlastnosti faolitu závisí na typu použitého azbestu. Přidání antofylitového azbestu zvyšuje kyselinovzdornost, ale snižuje adsorpční schopnosti a pevnost materiálu. Chryzotilový azbest zvyšuje elasticitu a žáruvzdornost produktu.
Při zahřívaní v prostředí koncentrovaných kyselin faolit se bobtná, přičemž čím je větší poréznost výrobku, tím je výraznější bobtnaní.

### Fyzikální vlastnosti
- Hustota – 1,5–1,6 g/cm3
- Maximální pevnost v tahu – 12,0–38,5 MPa
- Průrazuvzdornost – 2 kJ/m2
- Zkouška tvrdosti podle Brinella – 200 MPa

## Výroba a zpracování
Technologický postup zahrnuje další stadia: syntéza fenolformaldehydové pryskyřice, smísení pryskyřice s plnivem, mechanické zpracování a vytvrzování získaných výrobků. 

### Syntéza pryskyřice
Základním procesem výroby pryskyřice je reakce polykondenzace mezi fenolem a formalinem, v níž nízkomolekulárním produktem je voda. Hlavním produktem je oligomer emulzní rezolové pryskyřice.
Fenol a formalin se dávkují do reaktoru podle určitého množství. Reakce se provádí při teplotě 50–70 °C. Získaná heterogenní směs (oligomer-voda) se ochlazuje ve vakuu. Pak z reaktoru se odstraňuje voda a vysušenou pryskyřici převádějí do mísiče. Celkový čas syntézy dosahuje 10 hodin.

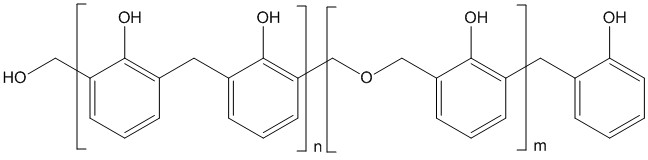
Struktura rezolu

### Smíšení pryskyřice s plnivem
Plnivo a přísady pro různé typy faolitu se dávkují podle následujících množství: 
- Faolit A – na 100 kg rezolového oligomeru: 95 kg antofylitového azbestu, 5 kg chryzotilového azbestu
- Faolit B – na 100 kg rezolového oligomeru: 135 kg mastku, 35 kg chryzotilového azbestu, 3 kg stearinu
- Faolit T – na 100 kg rezolového oligomeru: 26 kg chryzotilového azbestu, 104 kg grafitu

### Zpracování
Způsob zpracování polotovarů z faolitu závisí na oblasti uplatnění výrobku. Ze surové hmoty se vyrábí faolitový tmel, který se používá na vytmelování trhlin v betonu a zdivu. Pro výrobu faolitových desek hmota se po smíšení zpracovává metodou válcování. Pro výrobu trubek směs se po válcování mechanicky zpracovává pomocí extruderu při teplotě 60–70 °C. Trubky, desky, tvarovky a další výrobky vytvrzují během 24 hodin při teplotě 60–120 °C.

## Použití
Faolit má široké uplatnění při výrobě aparatury pro chemický průmysl (reaktory, rektifikační a adsorpční kolony, filtry, krystalizátory, chladiče, trubky, ventily atd.). 